# 200 Motels
200 Motels é um filme de 1971, idealizado pelo músico estaduniense Frank Zappa, dirigido e escrito em parceria com Tony Palmer. O elenco conta com The Mothers of Invention, banda da qual Zappa era líder na época, Ringo Starr, Theodore Bikel e Keith Moon. Um álbum duplo contendo a trilha sonora foi lançado no mesmo ano.
Trata-se de uma comédia musical cheia de elementos surrealistas e metalinguísticos tratando do tema da vida na estrada de uma banda de rock. O filme tem sequências do Mothers of Invention tocando ao vivo.